# 崇阳县
崇阳县位于中国湖北省东南部，是咸宁市所辖的一个县。县人民政府駐天城鎮。
崇阳县位于湖北省南陲，居湘、鄂、赣三省交界处，为武汉城市圈重要组成部分。东界通山，南邻通城及江西省修水，西接通城和湖南省临湘，北连赤壁、咸安。县境东西最长61公里，南北最宽52公里，国土面积1968平方公里（756.50 平方英里），折合295.2万亩，常住人口約43万人。
2001年，崇阳县被文化部命名为“中国民间艺术之乡”。2008年，崇阳提琴戏被评为第二批国家级非物质文化遗产。 2017年10月，被住建部命名为国家园林县城。

## 历史

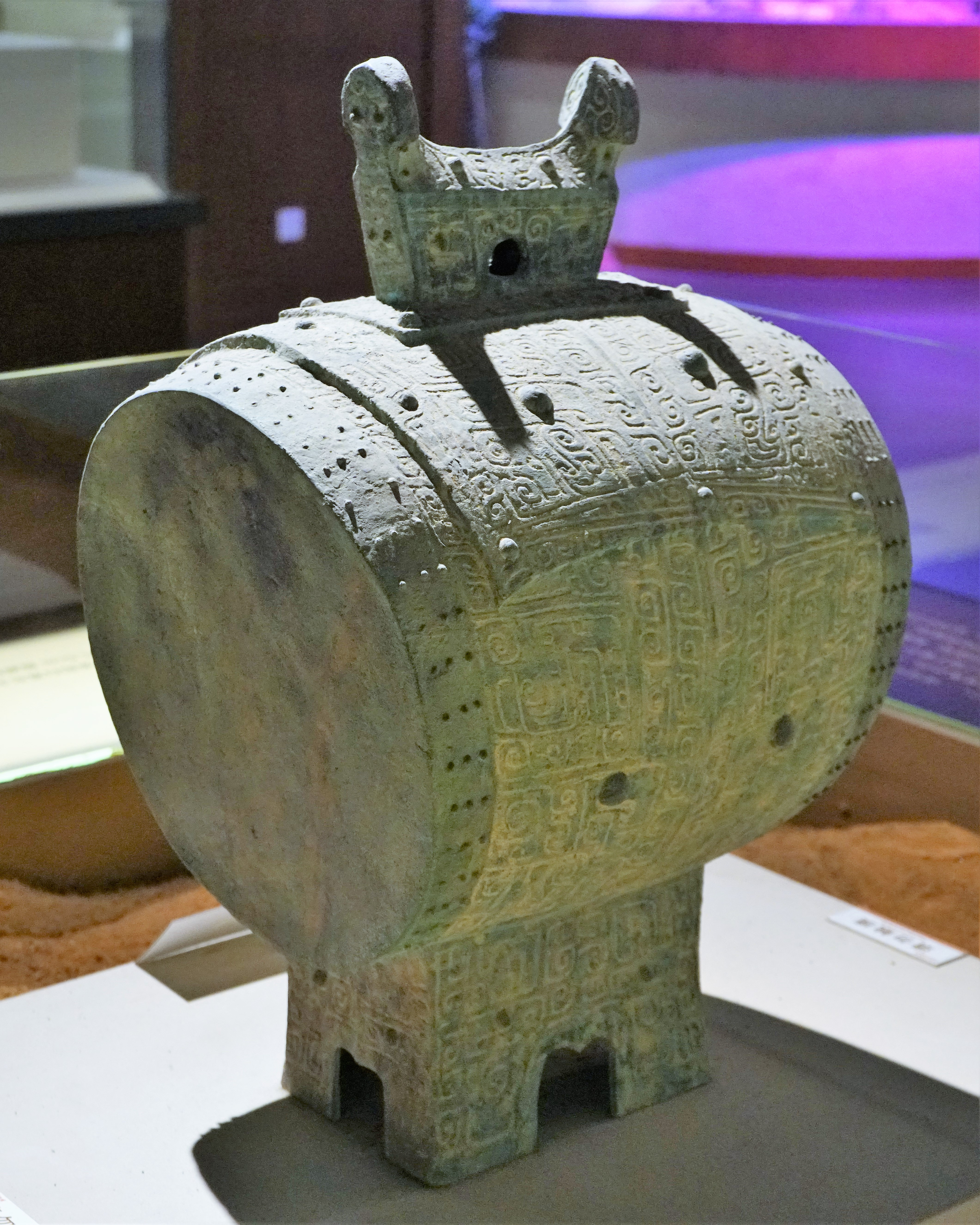
1977年出土于崇阳县的商代铜鼓，湖北省博物馆藏

唐天宝二年（743年）置唐年县；五代吴顺义七年（927年）置宗阳县；北宋开宝八年（975年）始名崇阳县，属湖北路。

## 人口
2020年11月1日零时，全县常住人口为427130人。 全县常住人口与2010年第六次全国人口普查410623人相比，增加16507人，增长4.02%，年平均增长率为0.39%。
2016年崇阳县人口为53万人，其中农村人口为39.74万人，城镇人口14万人。

## 行政区划
崇阳县下辖8个镇、4个乡：
天城镇、沙坪镇、石城镇、桂花泉镇、白霓镇、路口镇、金塘镇、青山镇、肖岭乡、铜钟乡、港口乡、高枧乡和崇阳县工业园区。

## 交通
- 106国道、 107国道、 武深高速过境。